# Mickey ojos azules
Mickey ojos azules es una película británica de 1999 dirigida por Kelly Makin, protagonizada por Hugh Grant y James Caan.

## Sinopsis
Michael Felgate (Hugh Grant), empleado de una casa de subastas de arte de Manhattan, está deseando casarse con Gina (Jeanne Tripplehorn), la encantadora profesora con la que sale desde hace tres meses, y cree que ha llegado el momento de conocer a su familia. Lo que no esperaba era que su novia fuera la hija de un capo mafioso. Y lo peor es que, involuntariamente, se va involucrando cada vez más en los asuntos de la "familia". Las cosas se complican cuando un mafioso decide blanquear su dinero haciendo que Michael venda los horribles cuadros de su hijo, lo que acaba llamando la atención del FBI. 

## Reparto
- Hugh Grant: Michael Felgate
- James Caan: Frank Vitale
- Jeanne Tripplehorn: Gina Vitale
- Burt Young: Vito Graziosi
- James Fox: Philip Cromwell
- Joe Viterelli: Vinnie D'Agostino